# Sinraptor
Genre
Espèces de rang inférieur
- † Sinraptor dongi Philip J. Currie & Zhao[1], 1994 (espèce type)
- † Sinraptor hepingensis Y. Gao[2], 1992 (précédemment décrit sous le nom de Yangchuanosaurus hepingensis

Sinraptor est un genre fossile de grands dinosaures théropodes ayant vécu au début du Jurassique supérieur (Oxfordien), il y a environ 160 millions d'années. Ses fossiles ont été découverts dans la formation de Shishugou, une formation géologique qui affleure dans l'ouest de la Chine, dans la région autonome du Xinjiang,.
Malgré son nom, Sinraptor n'est pas apparenté aux droméosauridés (souvent surnommés raptors).

## Description

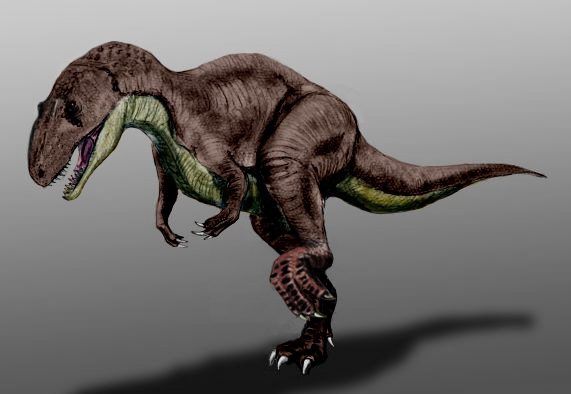
Dessin de Sinraptor.

Sinraptor est un carnivore mesurant 8,8 mètres de long selon Thomas Holtz (2011), 3 mètres de haut et pesant 1,2 tonne. 
Les analyses ont montré que ce type de carnosaures pouvaient avoir évolué vers des animaux plus grands, comme Giganotosaurus et Carcharodontosaurus, et ont sûrement été les ancêtres des allosaures.

## Étymologie
Le nom Sinraptor associe les mots latins « Sino », signifiant « chinois », et  « raptor », « raptus » (« voleur ») avec le suffixe -or. Le nom d'espèce dongi honore le paléontologue chinois Dong Zhiming.

## Historique
Il a été découvert en 1987 par Philip J. Currie et Xian Zhao pendant une expédition sino-canadienne dans le nord-ouest du désert chinois ; il a été décrit en 1994.
Deux espèces de Sinraptor ont été nommées :
- Sinraptor dongi Philip J. Currie & Zhao[1], 1994 (espèce type) ;
- Yangchuanosaurus hepingensis[2] décrit par Y. Gao en 1992 et, à l'origine, attribué à un autre genre : Yangchuanosaurus. Il est très proche de S. dongi et pourrait, selon M. T. Carrano et al. en 2012, appartenir au genre Sinraptor sous le nom de Sinraptor hepingensis[7].